# Holte IF (volley-ball féminin)
Maillots
Holte IF est un club danois de volley-ball basé à Holte, évoluant pour la saison 2020-2021 en Volleyligaen Damer.

## Palmarès
- Championnat du Danemark
  - Vainqueur : 1988, 1989, 1990, 1993, 1994, 1995, 1996, 1997, 1998, 1999, 2003, 2009, 2012, 2013, 2017[2]2019[3]2020.
  - Finaliste : 1991, 1992, 2000, 2001, 2002, 2004, 2005, 2006, 2008, 2010, 2011, 2014[4] 2016, 2018.
- Coupe du Danemark
  - Vainqueur : 1987, 1988, 1992, 1993, 1994, 1996, 1997, 1999, 2002, 2008, 2012, 2013, 2017[5]2019[6]
  - Finaliste : 1986, 1989, 1990, 1991, 1998, 2000, 2003, 2009, 2010, 2011, 2014, 2015, 2016[7]2018.

## Effectifs

### Saison 2020-2021
| No                                                                                | Nom                                                                               | Date de naissance                                                                 | Taille                         | Poids                          | Poste                          |
| --------------------------------------------------------------------------------- | --------------------------------------------------------------------------------- | --------------------------------------------------------------------------------- | ------------------------------ | ------------------------------ | ------------------------------ |
| 1                                                                                 | Sophia Helena Andersen                                                            | 1er juin 1999                                                                     | 184                            | 70                             | Centrale                       |
| 2                                                                                 | Astrid Liv Kofoed Empacher                                                        | 22 février 2000                                                                   | 172                            | 60                             | Passeuse                       |
| 4                                                                                 | Ava Cramp                                                                         | 2 mai 1993                                                                        | 200                            | 75                             | Centrale                       |
| 5                                                                                 | Amalie Victoria Owie                                                              | 4 juillet 1997                                                                    | 184                            | 59                             | Réceptionneuse-attaquante      |
| 6                                                                                 | Sofia Lavin                                                                       | 2 octobre 1995                                                                    | 186                            | 70                             | Réceptionneuse-attaquante      |
| 7                                                                                 | Frida Brinck                                                                      | 23 août 2003                                                                      | 184                            | 60                             | Centrale                       |
| 8                                                                                 | Nora Møllgaard                                                                    | 11 février 1997                                                                   | 177                            | 60                             | Réceptionneuse-attaquante      |
| 9                                                                                 | Isabel Fugmann                                                                    | 1er mars 1997                                                                     | 179                            | 62                             | Réceptionneuse-attaquante      |
| 10                                                                                | Mette Sallerup                                                                    | 25 octobre 1995                                                                   | 176                            | 63                             | Libero                         |
| 11                                                                                | Anna Sonne Mølck                                                                  | 22 novembre 1999                                                                  | 181                            |                                | Centrale                       |
| 12                                                                                | Nikoline Maria Mogensen                                                           | 13 mars 1996                                                                      | 175                            | 57                             | Passeuse                       |
| 13                                                                                | Katrine Buhl Schrøder                                                             | 14 janvier 2002                                                                   | 189                            | 68                             | Centrale                       |
| 14                                                                                | Frederikke Hvid Røjgaard                                                          | 16 août 2002                                                                      | 173                            | 60                             | Passeuse                       |
| 16                                                                                | Mikala Maria Mogensen                                                             | 3 octobre 2001                                                                    | 186                            | 80                             | Réceptionneuse-attaquante      |
|                                                                                   |                                                                                   |                                                                                   |                                |                                |                                |
| Encadrement technique                                                             | Encadrement technique                                                             |                                                                                   | Légende                        | Légende                        | Légende                        |
| Entraîneur : Sven-Erik Lauridsen                                                  | Entraîneur : Sven-Erik Lauridsen                                                  | Entraîneur : Sven-Erik Lauridsen                                                  | : Capitaine                    | : Capitaine                    | : Capitaine                    |
| Entraîneur(s) adjoint(s) : Majken Asmussen Entraîneur(s) adjoint(s) : Tove Melson | Entraîneur(s) adjoint(s) : Majken Asmussen Entraîneur(s) adjoint(s) : Tove Melson | Entraîneur(s) adjoint(s) : Majken Asmussen Entraîneur(s) adjoint(s) : Tove Melson | : Joueuse blessée actuellement | : Joueuse blessée actuellement | : Joueuse blessée actuellement |